# 奥村圭作
奥村 圭作（おくむら けいさく）は、日本のゲームプロデューサー。別名として奥村 越後屋（おくむら えちごや）名義でも活動している。

## 概要
若いころは、演出家の広井王子の下、鞄持ちとして修行を積んだ。その後、広井の率いるレッド・エンタテインメントにて、ゲームに関する業務に従事する。初めてかかわった作品は、セガサターン用のゲームソフト『サクラ大戦』であった。以来、広井の代表作の一つとなる「サクラ大戦シリーズ」に従事した。ゲームソフトとしては、『サクラ大戦 〜熱き血潮に〜』や『サクラ大戦V EPISODE 0〜荒野のサムライ娘〜』にてプロデューサーを務めた。それ以外にも、映画『サクラ大戦 活動写真』でも製作プロデューサーを務めた。また、「サクラ大戦シリーズ」以外にも、ゲームソフト『武刃街』にてプロデューサーを務めた。レッド・エンタテインメントでは、プロデュース本部のプロデュース部に在籍し、これらの作品を手がけていた。
その後、クロノギアクリエイティヴに所属し、ブシロードが中心に展開する「Project MILKY HOLMES」に参加している。テレビアニメ『探偵オペラ ミルキィホームズ』でも、原作協力としてクレジットされている。時期は不明だが、ブシロードグループのブシロードメディアに移籍。一時期同社の代表取締役社長に就任していたが、2019年3月31日に退任した。2021年7月現在、ブシロードメディアの副社長を務めている。

## 逸話
飲酒後に自転車を運転（既に時効)し、道路より川に転落。両腕を一度に骨折し入院する。

## 作品

### 奥村圭作名義

#### テレビゲーム
- サクラ大戦 〜熱き血潮に〜（2003年） - プロデューサー
- 武刃街（2003年） - プロデューサー
- サクラ大戦V EPISODE 0〜荒野のサムライ娘〜（2004年） - プロデューサー

#### アニメーション映画
- サクラ大戦 活動写真（2001年） - 製作プロデューサー

### 奥村越後屋名義

#### テレビアニメ
- 探偵オペラ ミルキィホームズ（2010年） - 原作協力

## 出演

### 奥村越後屋名義

#### ラジオ
- ミルキィホームズ 探偵学院放送室2（2011年）

## 関連人物
- あかほりさとる
- 木谷高明
- 広井王子
- 中村伸行